# Agitationsstaffel „Maxim Gorki“
Die Agitationsstaffel „Maxim Gorki“ (Agiteskadrilja imeni Maxima Gorkowo, russisch Агитэскадрилья имени Максима Горького) war eine 1933 für Propagandazwecke aufgestellte und genutzte Fliegertruppe in der Sowjetunion.

## Geschichte

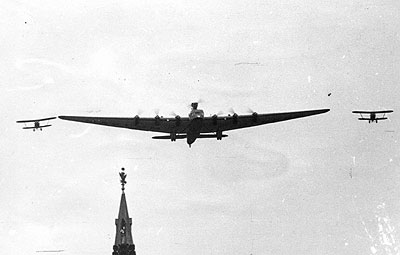
ANT-20 Maxim Gorki

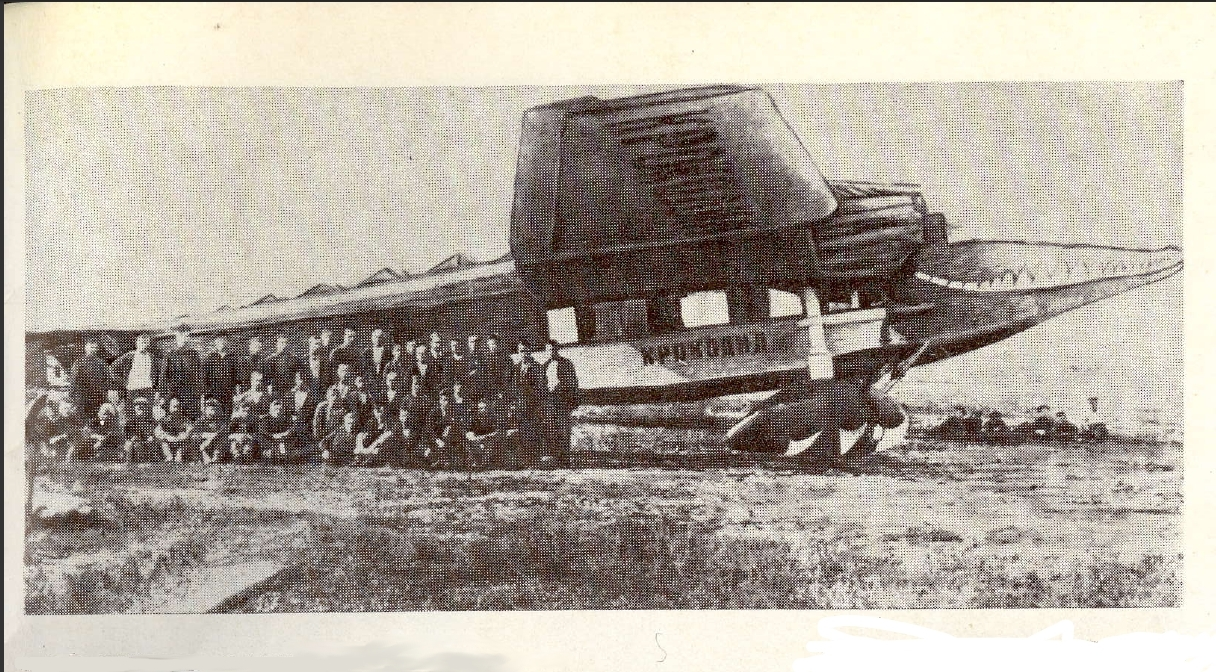
Zum „Krokodil“ umgebaute ANT-9

Die Staffel wurde mit dem Befehl Nr. 332 am 17. März 1933 als Bestandteil der „Zivilen Luftflotte“ zum 40. Autorenjubiläum Maxim Gorkis auf Initiative des Journalisten Michail Kolzow gegründet. Bereits im Vorfeld waren ein Fonds eingerichtet worden und durch die großen staatliche Zeitungen wie die Prawda Spendenaufrufe ergangen, so dass ein Startguthaben von 11 Millionen Rubel zur Verfügung stand. Die Staffel hatte die Aufgabe, über die weiten Entfernungen in der UdSSR hinweg als politischer Informationsträger zu dienen. Dementsprechend erhielten einige ihrer Flugzeuge den Namen sowjetischer Zeitungen wie „Krasnaja Swesda“, „Iswestija“, „Pionerskaja Prawda“ oder „Robotnika“. Der Flugzeugpark umfasste etwa 40–60 Maschinen verschiedener Typen wie U-2, Stal-2 und K-5, aber auch Einzelstücke wie den Tragschrauber 2-EA, dazu kamen noch etwa 200 gecharterte. Als Flaggschiff („Flagman“) diente das fünfmotorige Großflugzeug ANT-14 „Prawda“, das innerhalb der Staffel etwa 1000 Flüge absolvierte, unter anderem 1935 auch einen nach Bukarest. Ein Unikum stellte eine PS-9 dar, die unter dem Namen der Zeitschrift „Krokodil“ flog und aus diesem Grund eine von Wadim Schawrow konstruierte Krokodilsschnauze, Rückenhöcker und entsprechende Bemalung erhalten hatte.
Am 5. Mai 1933, dem Tag der staatlichen Presse, wurde die Staffel bei einem Flugplatzfest auf dem Chodynkafeld offiziell in Dienst gestellt. Es folgten regelrechte Tourneen in die verschiedenen Landesteile mit Zwischenlandungen in Fabriken und landwirtschaftlichen Großbetrieben (Kolchosen, Sowchosen), wo anschließend politische Veranstaltungen und Filmvorträge abgehalten wurden. Die ANT-14 absolvierte Flüge in größere Städte wie Charkow und Leningrad. 1934 entstand die ebenfalls aus Spenden finanzierte und als neues Flaggschiff der Staffel vorgesehene ANT-20 „Maxim Gorki“ mit acht Motoren und 63 Metern Spannweite. Sie sollte als „fliegendes Agitationsbüro“ fungieren und war mit einer Druckerpresse, Lautsprechern und Diaprojektoren, mit denen Bilder auf Wolken projiziert werden konnten, sowie Leuchtschrift auf der Flügelunterseite ausgerüstet. Jedoch bevor sie an die Staffel übergeben werden konnte, kollidierte die ANT-20 bei einer Flugvorführung am 18. Mai 1935 mit einer I-5 und stürzte ab. Bei dem Unglück verloren 50 Menschen ihr Leben.
Am 26. Februar 1939 wurde die Agitationsstaffel mit dem Befehl Nr. 129 aufgelöst. Bis dahin hatten deren Piloten etwa 320 Propagandareisen durchgeführt, 15.000 Punkte angeflogen und 55 Millionen Kilometer zurückgelegt. Die Flugzeuge wurden der Aeroflot zugeschlagen oder an die Wehrsportorganisation OSSOAWIACHIM abgegeben.

## Aktivitäten in Zahlen
| Durchgeführte Aktion                 | Bis zum 5. Mai 1937 | Bis zum 1. Januar 1939 |
| ------------------------------------ | ------------------- | ---------------------- |
| Landungen in diversen Landesregionen | 30.248              | 35.518                 |
| Geleistete Flugstunden               | 25.753              | 29.070                 |
| Angeflogene Siedlungen               | 11.300              | 12.590                 |
| Verteilte Schriften/Flugblätter      | 4.870.000           | 7.717.000              |
| Fluggäste für Rundflüge              | 53.000              | 69.680                 |
| Filmvorführungen                     | 71                  | 205                    |